# Эксперимент со временем
«Эксперимент со временем» (англ. An Experiment with Time) — философский трактат ирландского авиаинженера и лётчика Джона Уильяма Данна (1875—1949) на тему прекогниции и человеческого восприятия времени. Книга, опубликованная в 1927 году, вызвала широкий читательский и критический резонанс; сторонниками и пропагандистами идей Данна стали некоторые другие известные литераторы — в частности, Джон Бойнтон Пристли. Темы, затронутые в «Эксперименте со временем», освещены в последующих работах Данна — «Серийное мироздание» (англ. The Serial Universe, 1934), «Новое бессмертие» (англ. The New Immortality, 1938) и «Ничто не умирает» (англ. Nothing Dies, 1940).

## Основные положения
Теория Данна, разработанная на основе многолетних экспериментов с прекогнитивными сновидениями и искусственно вызванными прекогнитивными состояниями, заключается в том, что в реальности все времена присутствуют вечно — иначе говоря, прошлое, настоящее и будущее, в некотором смысле, происходят «вместе». Человеческое сознание, однако, воспринимает эту одновременность в линейной форме. Согласно Данну, в состоянии сна восприятие времени утрачивает непреложную линейность, присущую ему в состоянии бодрствования; как следствие, человек обретает способность к прекогнитивным сновидениям, в которых сознание свободно пересекает границы прошлого, настоящего и будущего. Исходя из этого, Данн утверждает, что мы сами существуем на двух уровнях: во времени и вне его — и выдвигает собственную «серийную» теорию времени (англ. serialism), а также основанную на ней концепцию бессмертия, изложенную в его позднейших работах «Новое бессмертие» и «Ничто не умирает».
Мысль о «серийной» природе времени (и, шире, человеческой природе) достаточно сложна. Одна из поясняющих аналогий — книга. В каждый отдельный миг книга существует как таковая, всей совокупностью своих страниц — однако в каждый отдельный миг человеческое сознание способно воспринимать только одну книжную страницу за раз. Другие страницы, хотя и существуют одновременно с прочитываемой в данный момент, остаются за пределами восприятия. Если бы читателю удалось мгновенно воспринять сразу все страницы книги, он приблизился бы к её истинному восприятию. Сходным образом, в своей жизни человек осознанно переживает только одно мгновение за раз — настоящее, а не совокупность прошлого, настоящего и будущего. Прошлое помнится, но не переживается физически; будущее остаётся неизвестным. Аналогия «время — книга», до некоторой степени, перекликается с описанием Бога у Фомы Аквинского, согласно которому Бог видит все прошлые, настоящие и будущие события в едином «теперь» вечности — подобно наблюдателю, взирающему с горной вершины на долину и одним взглядом охватывающему все события, происходящие в мировом времени, из надвременно́й перспективы.
Достижение одновременного осознанного восприятия прошлого, настоящего и будущего означало бы полную переоценку природы человеческого существования в аспектах сознания, времени и физической реальности — что является, по мнению Данна, главным логическим выводом из его работы.

## Эксперимент

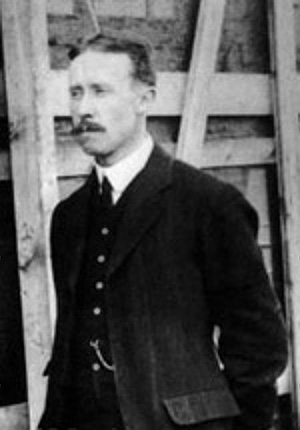
Джон Уильям Данн. Около 1910

В «Эксперименте со временем» Данн рассматривает предпосылки доказательства гипотетической способности воспринимать события, находящиеся вне потока сознания обычного наблюдателя, а также объяснения некоторых эффектов — например, дежавю, — потенциально связанных с этой способностью.
Он предлагает наблюдателю погрузиться в среду, максимально раскрепощающую сознание, а затем, сразу после пробуждения, как можно подробнее вспомнить и записать все приснившиеся события, с точным указанием даты. Через некоторое время эти записи следует внимательно изучить и проследить связи между ними и последующими событиями, произошедшими наяву.
Первая часть книги Данна посвящена изложению его теории; вторая содержит примеры записей снов и их последующих интерпретаций как вероятных предсказаний будущего. В эпоху написания «Эксперимента со временем» статистический анализ находился в зачаточном состоянии, что делало невозможной объективную оценку релевантности предсказанных событий.

## Параллели
Теория времени, предложенная Данном, имеет параллели во многих других научных и метафизических теориях. Время сновидений в представлениях австралийских аборигенов одномоментно существует в настоящем, прошлом и будущем и является объективной временно́й истиной, тогда как линейное время — порождение субъективного человеческого сознания. В Каббале, даосизме и большинстве мистических традиций прямо говорится о том, что бодрствующему сознанию доступно лишь ограниченное восприятие реальности и времени, и только в состоянии сна разум способен свободно путешествовать по многомерной реальности времени и пространства (ср.: «Сны — странствия духа чрез все девять небес и девять земель» в древнекитайском даосском трактате о медитации «Тайна Золотого Цветка»). Сходным образом, все мистические традиции говорят о бессмертных и временных «я», существующих параллельно — как во времени и пространстве, так и вне их.
Если теория Данна верна, она могла бы объяснить природу религиозного переживания «вечности» или «безвременности», упоминаемого в сочинениях религиозных экстатиков и мистиков во всём мире.

## Влияние
- Книга Данна упоминается в футурологическом романе Герберта Уэллса «Облик грядущего[англ.]» (1933).
- Интерес к теории Данна отражён в поэме Томаса Стернза Элиота «Бёрнт Нортон» из цикла «Четыре квартета» (1936—1942), начинающейся строками[1][2]:

Настоящее и прошедшее,

Вероятно, наступят в будущем,

Как будущее наступало в прошедшем.
- Теория Данна лежит в основе пьес Джона Бойнтона Пристли «Опасный поворот» (1932), «Время и семья Конвей» (1937; в предисловии к пьесе автор открыто именует себя сторонником концепции автора «Эксперимента со временем»), «Визит инспектора[англ.]» (1945; советские экранизации — «Он пришёл», 1973; «Инспектор Гулл», 1979). В числе других писателей-современников Данна, с энтузиазмом принявших его идеи, — Олдос Хаксли и Адольфо Биой Касарес, упоминающий книгу Данна в предисловии к своему роману «Сон героев» (исп. El sueno de los heroes, 1954). Несомненно влияние идей Данна на творчество Владимира Набокова[3] (роман «Приглашение на казнь», 1938; автобиографическая книга «Память, говори», 1951) и Хорхе Луиса Борхеса[4], посвятившего модели времени Данна эссе «Время и Дж. У. Данн» (исп. El tiempo y J. W. Dunne), включённое в сборник «Другие расследования» (исп. Otras inquisiciones, 1952).
- «Эксперимент со временем» упоминается в книге «Последние люди в Лондоне» (англ. Last Men in London, 1932) английского философа и писателя Олафа Стэплдона, рассказе «Убийство в кают-компании» (англ. Murder in the Gunroom) американского фантаста Г. Бима Пайпера, совместной книге Уильяма Берроуза и Чарльза Гейтвуда (англ. Charles Gatewood) «Sidetripping» (1975). Английский радиодраматург Чарльз Чилтон[англ.] воспользовался аналогией Данна «время — книга» для объяснения перемещений во времени в своей научно-фантастической радиопьесе «Путешествие в космос[англ.]» (1953—1958). «Детская фантазия» английской писательницы Филиппы Пирс «Полуночный сад Тома» (англ. Tom’s Midnight Garden, 1958), роман английского писателя Джона Лаймингтона[англ.] «Фрумб!» (англ. Froomb!, 1964), рассказ советско-израильского фантаста и популяризатора науки Павла Амнуэля «Наблюдение и только наблюдение» (2024)[5] вдохновлены теорией Данна. В третьем разделе четвёртой главы романа «Фрумб!» концепция Данна излагается как «теория Временных Поясов, гласящая, что иные миры существуют одновременно с нашим, в тех же местах, но настроиться с нашей волны на другую можно разве что случайно»[6]. Главный герой романа Лаймингтона готовится к научному эксперименту, в ходе которого его намереваются убить и снова оживить, чтобы получить «описание Рая из уст очевидца». Вместо смерти и воскресения герой физически переносится в будущее, в параллельный «временной пояс», после чего пытается выйти на связь с руководителем эксперимента посредством сновидения.
- Жители вымышленной планеты Тральфамадор в книге Курта Воннегута «Бойня номер пять, или Крестовый поход детей» (1969) способны видеть время целиком, а не только его текущий момент.
- Мысль о том, что время в разных точках «складчатого» пространства воспринимается по-разному — одно из фундаментальных положений теоретической модели Мироздания, созданной американо-британским физиком Дэвидом Бомом. Бом, полагавший, что картина мира формируется исключительно человеческим сознанием, и призывавший к интеллектуальной революции, которая освободила бы разум от устаревшего ньютоновского механистического восприятия Вселенной, утверждал, что после ожидаемой им «трансформации сознания» время — в том виде, каким мы воспринимаем его сейчас — возможно, вообще перестанет существовать[7].
- В книге «Есть ли жизнь после смерти?» (англ. Is There Life After Death?, 2006) английский писатель Энтони Пик пытается переосмыслить идеи Данна в свете новейших теорий квантовой физики, нейробиологии и природы сознания[8].
- Героиня фильма французского режиссёра Гаспара Ноэ «Необратимость» (2002) читает книгу Данна. Реверсивная структура фильма — наглядная кинематографическая иллюстрация к «Эксперименту со временем». История рассказывается в обратном порядке; каждый следующий эпизод начинается за несколько минут или часов до предшествующего ему по сюжету эпизода. Теглайн фильма — «Время уничтожает всё» (фр. Le temps détruit tout) — первая фраза, звучащая в картине; она же появляется на экране в финале фильма вместо заключительных титров (с них «Необратимость» начинается).

«Эксперимент» Данна, похоже, стал одним из тайных источников или подземных ходов литературы двадцатого века. Дж. Б. Пристли, считавший «Эксперимент со временем» «одной из интереснейших и, возможно, важнейших книг эпохи», построил на его мотивах сюжеты нескольких пьес. C. Э. M. Джоуд, философ и радиоведущий, сказал о книге Данна: «Её можно рекомендовать каждому, кто хочет научиться предвидеть своё будущее». Основываясь на идеях Данна, К. С. Льюис сочинил рассказ «Тёмная башня». Дж. Р. Р. Толкин находил, что книга Данна помогла ему лучше вообразить «сонное время» эльфов Средиземья. Агата Кристи писала, что она [книга] дала ей «более верное представление о безмятежности, чем то, которого она когда-либо удостаивалась прежде». «Все в Англии говорят о Дж. У. Данне — человеке, сделавшем популярными сны», — сообщал газетный обозреватель в 1935 году, хотя и предупреждал, что от бесчисленных геометрических диаграмм в книге можно «свихнуться». Роберт Хайнлайн ссылается на теорию Данна в своей новелле «Когда-то ещё» 1941 года. В 1940 году Хорхе Луис Борхес опубликовал рецензию на книгу Данна. «Данн уверяет нас, что в смерти мы, наконец, научимся управлять вечностью», — написал Борхес. — «Он утверждает, что будущее, со всеми его подробностями и превратностями, уже существует». Данн написал несколько продолжений «Эксперимента со временем». Одно из них, опубликованное в 1940 году, имело незабываемое название: «Ничто не умирает».— Николсон Бейкер